# Fesmy-le-Sart
Fesmy-le-Sart – miejscowość i gmina we Francji, w regionie Hauts-de-France, w departamencie Aisne.
Według danych na styczeń 2014 roku gminę zamieszkiwało 506 osób, a gęstość zaludnienia wynosiła 31,5 osób/km².